# شهرستان تولی
شهرستان تولی (به اویغوری: تولى ناھىيىسى، به قزاقی: تولى اۋدانى)(به چینی: 托里县، به پین‌یین: Tuōlǐ Xiàn) یک شهرستان در ولایت تارباغاتای، که خود تابع ولایت خودمختار ایلی قزاق در منطقه خودمختار سین‌کیانگ اویغور چین است.

## جمعیت
| ترکیب قومیتی شهرستان تولی | ترکیب قومیتی شهرستان تولی | ترکیب قومیتی شهرستان تولی | ترکیب قومیتی شهرستان تولی | ترکیب قومیتی شهرستان تولی |
| ------------------------- | ------------------------- | ------------------------- | ------------------------- | ------------------------- |
| قومیت                     | قومیت                     |                           | درصد                      | درصد                      |
| قزاق                      | قزاق                      |                           | ۷۲٫۵٪                     | ۷۲٫۵٪                     |
| هان                       | هان                       |                           | ۲۴٫۴٪                     | ۲۴٫۴٪                     |
| اویغور                    | اویغور                    |                           | ۱٫۳٪                      | ۱٫۳٪                      |
| هوئی                      | هوئی                      |                           | ۱٫۱٪                      | ۱٫۱٪                      |
| مغول                      | مغول                      |                           | ۰٫۵٪                      | ۰٫۵٪                      |
| شیبه                      | شیبه                      |                           | ۰٫۱٪                      | ۰٫۱٪                      |
| سایر                      | سایر                      |                           | ۰٫۱٪                      | ۰٫۱٪                      |
| منبع سرشماری جمعیت :      |                           |                           |                           |                           |